# 회덕동 (대전)
회덕동(懷德洞)은 대한민국 대전광역시 대덕구의 행정동이다. 고속도로, 국도, 철도가 관통하는 삼남교통의 요충지이며, 영호남과 수도권 물류 매개체인 화물터미널이 위치한다.

## 연혁
읍내동은 동쪽으로는 계족산, 서쪽은 갑천, 남쪽은 법동과 대화동, 북쪽은 신대동과 연축동과 인접해있는 동이다. 읍내동은 계족산 서쪽 끝과 당산 동쪽 사이의 잘 발달된 평지에 들과 회덕현의 관아와 부속시설 있는 곳이라서 마을 이름도 회덕현의 소재지라는 뜻으로 읍내라 하였다.
- 1914년 대전군 외남면 읍내리, 연축리, 신대리, 와동리, 북면 장동리
- 1935년 대덕군 외남면 읍내리, 연축리, 신대리, 와동리, 북면 장동리
- 1940년 대덕군 회덕면 읍내리, 연축리, 신대리, 와동리, 북면 장동리
- 1973년 대덕군 회덕면 읍내리, 연축리, 신대리, 와동리, 신탄진읍 장동리
- 1983년 회덕면 전역이 대전시 동구에 편입, 회덕1동과 회덕2동으로 분동
- 1989년 대전직할시 승격과 함께 대덕구에 편입, 동시에 대덕군 신탄진읍의 실질월경지였던 장동리를 회덕1동에 편입
- 1994년 유성구 전민동, 구즉동 일부를 편입.
- 2003년 회덕2동이 비래동과 송촌동으로 분동됨에 따라 회덕1동을 회덕동으로 개칭

## 법정동
- 읍내동(邑內洞)
- 연축동(連丑洞)
- 신대동(新垈洞)
- 와동(瓦洞)
- 장동(長洞)

## 문화재

### 사적
- 계족산성 - 장동 소재, 사적 제355호

### 대전광역시 유형문화재
- 제월당 및 옥오재 - 읍내동 소재, 대전광역시 유형문화재 제9호

### 대전광역시 문화재자료
- 회덕향교 대성전 - 읍내동 소재, 대전광역시 문화재자료 제5호

## 주요 시설
- 한국수자원공사
- 화물터미널